# Xã Genesee, Quận Whiteside, Illinois
Xã Genesee (tiếng Anh: Genesee Township) là một xã thuộc quận Whiteside, tiểu bang Illinois, Hoa Kỳ. Năm 2010, dân số của xã này là 784 người.